# Аткинс (Арканзас)
Аткинс (енгл. Atkins) град је у америчкој савезној држави Арканзас.

## Демографија
По попису из 2010. године број становника је 3.016, што је 138 (4,8%) становника више него 2000. године.
| Група             | 2000.         | 2010.         |
| Белци             | 2.776 (96,5%) | 2.855 (94,7%) |
| Афроамериканци    | 25 (0,9%)     | 27 (0,9%)     |
| Азијати           | 5 (0,2%)      | 4 (0,1%)      |
| Хиспаноамериканци | 26 (0,9%)     | 69 (2,3%)     |
| Укупно            | 2.878         | 3.016         |